# La Januza
La Januza (La Januza Island,) es una isla situada en Filipinas, adyacente a la de Mindanao. Corresponde al término municipal de Cabuntug perteneciente a  la provincia de Surigao del Norte situada en la Región Administrativa de Caraga, también denominada Región XIII.

## Geografía
Isla situada en el Océano Pacífico al este  de Siargao frente a Grande de Bucas.
Forma un grupo de islas con las de Anajauán, al oeste;  Mam-on y Antokon al sur.

### Barangays
El municipio  de Cabuntug se divide, a los efectos administrativos, en 19 barangayes o barrios, quince  están situados en la parte continental, mientras que los cuatro restantes se encuentran en las islas adyacentes, dos de ellos en esta isla:
- La Januza (494 habitantes).
- Suganyan (842 habitantes).